# Spartacus Peak
Spartacus Peak (in lingua bulgara: връх Спартак, vrach Spartak) è un picco coperto di ghiaccio, alto 650 m, situato nel Delchev Ridge, nei Monti Tangra, nell'Isola Livingston, delle Isole Shetland Meridionali, in Antartide. Il picco si affaccia sul Sopot Ice Piedmont a nordovest e sul Ghiacciaio Strandzha  a est-sudest.
La denominazione è stata assegnata in onore di Spartaco (109-71 a.C.), gladiatore originario della Tracia, il cui probabile luogo di origine era nell'attuale regione di Sandanski, nella parte sudoccidentale della Bulgaria.

## Localizzazione
Il picco è posizionato alle coordinate 62°38′19″S 59°55′00″W, subito a sudovest del Trigrad Gap, 880 m a est-nordest del Delchev Peak, 760 m a sudovest del Yavorov Peak, 1,42 km a sud del Rodopi Peak (mappatura bulgara del 2005 e 2009).

## Mappe
- L.L. Ivanov et al. Antarctica: Livingston Island and Greenwich Island, South Shetland Islands. Scale 1:100000 topographic map. Sofia: Antarctic Place-names Commission of Bulgaria, 2005.
- L.L. Ivanov. Antarctica: Livingston Island and Greenwich, Robert, Snow and Smith Islands. Scale 1:120000 topographic map.  Troyan: Manfred Wörner Foundation, 2009.  ISBN 978-954-92032-6-4